# Sjisjmanovo
Sjisjmanovo (bulgariska: Шишманово) är ett distrikt i Bulgarien.   Det ligger i kommunen Obsjtina Charmanli och regionen Chaskovo, i den centrala delen av landet, 230 km öster om huvudstaden Sofia.
Trakten runt Sjisjmanovo består till största delen av jordbruksmark. Runt Sjisjmanovo är det ganska glesbefolkat, med 38 invånare per kvadratkilometer.